# 核膜
細胞核膜（英語： 或 ），又称核被膜或核封套（nuclear envelope）是包圍真核细胞細胞核，分隔開细胞核和细胞质的生物膜。

## 结构和功能
細胞核膜由两層磷脂雙分子層构成，厚度共約20-100nm。其中兩層磷脂雙層膜分別稱作内核膜和外核膜，其中的空隙稱作核周隙（核周腔，perinuclear space），其與內質網空腔是共通的。
外核膜向細胞質的一側有核糖體附著，同時也可見到外膜與內質網膜有相連接的部位，因而使核周隙（perinuclear space）與粗面内质网腔相溝通。由於核膜與內質網膜是連續的，核膜可通過與內質網的流動而得以生長，迅速擴大或收縮（詳見流體鑲嵌模型） 。而这种內膜系統，磷脂雙層膜的共有共通性正是將細胞核膜（或稱核封套nuclear envelope）、內質網、高基氏體、溶體、液泡和細胞膜歸類於內膜系統的原因。這些胞器的磷脂雙層膜是可以較輕易共通的，且磷脂雙層膜都是由內質網所製造的，而葉綠體與线粒体不被歸類於內膜系統，即是因為膜來源不是來自內質網，且和其他的膜系統少有共有共通的現象。
核膜圍繞細胞核，其外層與內質網的相連接。核膜控制小分子物質（如水、無機鹽或氨基酸等）的進出。但因有核孔的存在，這些物質也可以自由進入細胞核內。

### 細胞核孔
核膜上的核孔控制大分子物質（如糖類、蛋白質等）在細胞核與細胞質間的進出，使得這些物質無需通過内吞作用便可進入細胞核內部，參與細胞核內的物質反應。同時核孔也是信使RNA（mRNA）進出細胞核的通道。